# Bolsa de Valores de Nairobi
La Bolsa de Valores de Nairobi (en inglés: Nairobi Securities Exchange; NSE) fundada en 1954 como la Bolsa de Valores de Nairobi, tiene su sede en Nairobi, la capital de Kenia, registrada bajo la Ley de Sociedades en la Kenia británica. En febrero de 2021, la bolsa contaba con 66 empresas cotizadas.

## Historia

### Fundación de la Bolsa de Valores de Nairobi (1954-1999)
En 1922 se estableció una Bolsa de Valores en el Exchange Bar del Hotel Stanley en Nairobi. Sin embargo, el mercado no era formal, ya que no existían regulaciones que regularan las actividades de corretaje. Las transacciones se realizaron sobre la base de un "pacto de caballeros". Se cobraron comisiones estándar y los clientes debían cumplir sus compromisos contractuales de entrega y pagar los costos asociados. En aquella época, la bolsa de valores era un negocio secundario dirigido por contables, subastadores, agentes inmobiliarios y abogados que se reunían para intercambiar precios mientras tomaban un café. Como estas empresas estaban especializadas en otras áreas, no se sintió la necesidad de una asociación.
En 1996 se produjo la mayor emisión de acciones de la historia de la NSE con la privatización de Kenya Airways. Tras vender el 26% de sus acciones a KLM, el gobierno keniano ofreció al público 235.423.896 acciones (el 51% de las acciones totalmente pagadas y emitidas, con un valor de 0,5 chelines kenianos cada una) a un precio de 11,25 chelines kenianos por acción. Más de 110.000 accionistas han tomado parte en la aerolínea y el gobierno keniano ha reducido su participación del 74% al 23%. El equipo de privatización de Kenya Airways recibió el Premio a la Excelencia del Banco Mundial en 1996, en reconocimiento a su exitosa trayectoria en la desinversión de empresas estatales.

### Expansión (2000–2011)
La NSE implementó un nuevo ciclo comercial (T+5) en agosto de 2000. La Ley del Sistema Central de Depósito (CDS) y la Ley CMA enmendada que cubre los Esquemas de Inversión Colectiva (CIS) fueron aprobadas por el Parlamento y confirmadas por el Presidente, allanando el camino para la implementación completa del CDS y la introducción del CIS en el mercado de Kenia. A raíz de un acuerdo de asociación con la Asociación de Agencias Nacionales de Numeración (ANNA), la agencia mundial de numeración de valores, en septiembre de 2000 la NSE fue designada Agencia Nacional de Numeración (NNA) para Kenia, haciéndola responsable de la emisión de ISIN para valores financieros emitidos bajo la jurisdicción de Kenia de conformidad con las directrices ISO 6166 de ANNA. En octubre de 2000, NSE se convirtió en miembro de ANNA.

### Bolsa de Valores de Nairobi (2011-presente)
En julio de 2011, La Nairobi Stock Exchange Limited cambió su nombre a Nairobi Securities Exchange Limited.
La NSE se convirtió en miembro de la División de Servicios de Información Financiera (FISD) de la Asociación de la Industria de Software e Información (SIIA) en marzo de 2012. En mayo de 2013, la NSE se trasladó a su nueva sede en, 55 Westlands Road, Westlands, Nairobi. El 27 de junio de 2014, la Autoridad de Mercados de Capitales confirmó la cotización de las acciones de NSE a través de una IPO y posteriormente autocotizó sus acciones en el Segmento Principal del Mercado de Inversión. La IPO tuvo lugar del 24 de julio al 12 de agosto de 2014, lo que convirtió a la NSE y a la Bolsa de Johannesburgo en las únicas bolsas de valores autolistadas de África. Las acciones de NSE comenzaron a cotizar en el segmento principal del mercado de inversión de la bolsa el 9 de septiembre de 2014.
En noviembre de 2014, la NSE incorporó dos nuevas empresas cotizadas: Flame Tree Group, una empresa de bienes de consumo de rápido movimiento (FMCG), y Kurwitu Ventures, una empresa de inversión que cumple con la sharia. Ambas fueron listadas en el segmento de mercado de empresas en crecimiento a través de una IPO. El 11 de febrero de 2015, CMC Holdings, el mayor importador de vehículos y fabricante de automóviles de Kenia, fue retirado de la bolsa de la NSE tras su adquisición por parte del Grupo Al-Futtaim con sede en los Emiratos Árabes Unidos. En marzo de 2015, la NSE se unió oficialmente a la iniciativa de Bolsas de Valores Sostenibles (SSE) de las Naciones Unidas, comprometiéndose voluntariamente a informar a sus partes interesadas sobre la importancia de integrar el desarrollo sostenible en sus mercados financieros.
En febrero de 2021, la bolsa contaba con 66 empresas cotizadas. El director ejecutivo de la bolsa, Geoffrey Odundo, dijo a los periodistas en abril de 2022 que NSE.NR estaba buscando adquirir participaciones en otras bolsas en África. En ese momento, era la quinta bolsa de valores más grande de África por capitalización de mercado y poseía el 5,9% de la Bolsa de Valores de Dar es Salaam en Tanzania. En diciembre de 2022, la NSE se conectó oficialmente con otros siete mercados de capitales diferentes en África, cubriendo 14 empresas africanas. Ese mes, la NSE también introdujo la "inversión fraccionada" en acciones kenianas. El 6 de diciembre de 2022 se informó que los inversores extranjeros que operaban en la NSE se habían reducido a la mitad en una semana. En ese momento, las cuatro acciones más grandes de la NSE en términos de capitalización de mercado eran Safaricom, Equity Group, KCB y EABL.